# Gérard de la politique
Pour les articles homonymes, voir Gérard.
Les Gérard de la politique est une cérémonie satirique ayant pour vocation de récompenser les pires produits et personnalités de la politique française. La première édition (et jusque-là, la seule) a été annoncée au cours des Gérard du cinéma 2011 et a eu lieu le 10 mai 2011, en direct sur Paris Première. Dix des vingt-trois catégories ont été révélées à la presse, avec les nommés, quelques semaines avant la cérémonie.
Le jury rassemble les journalistes Philippe Tesson, Bruno Roger-Petit, Éric Naulleau, Éric Brunet, Philippe Bouvard, Guy Birenbaum et Karl Zéro, ainsi que le médecin urgentiste Patrick Pelloux, le dessinateur Olivier Ranson, l'ex-Miss France Sonia Rolland, l'animatrice Valérie Damidot ou l'ancien directeur des programmes de Canal+ Alain de Greef. Durant la soirée, animée par Frédéric Royer, Arnaud Demanche et Stéphane Rose, le polémiste Éric Brunet intervenait régulièrement, en tant qu'envoyé spécial aux sièges des différents partis politiques.
À noter que Dominique Strauss-Kahn a à cette occasion reçu un « Gérard du queutard » prémonitoire, puisque quatre jours plus tard éclatait l'affaire Dominique Strauss-Kahn.

## Catégories et nominations
Liste des catégories ainsi que les lauréats (en gras) :

### Gérard du simplet dont on frémit à la pensée qu'il ait des responsabilités, vu qu'il a même pas l’air assez intelligent pour peindre des coquillages dans un centre d’aide par le travail
- Frédéric Lefebvre
- Benjamin Lancar
  - Christian Estrosi
  - Nadine Morano
  - Maxime Gremetz
  - Ségolène Royal

### Gérard du politique qui te parle tellement de son bilan local que t'as envie de lui dire:Ben restes-y, dans ton bled
- Ségolène Royal, très fière de son bilan dans les Deux-Sèvres
  - Martine Aubry, très fière de son bilan lillois
  - Alain Juppé, très fier de son bilan bordelais
  - DSK, très fier de son bilan à Sarcelles et à Washington
  - Hervé Morin, très fier de son bilan dans sa cuisine

### Gérard du député qui se mange
- André Flajolet
  - Gilles Cocquempot
  - Christophe Bouillon
  - Philippe Goujon
  - Jean-Paul Lecoq
  - Roland Muzeau
  - Jean-Marc Nesme

### Gérard du ministre qui lèche le plus les bottes de son Président, et quand on dit les bottes, c'est pour rester poli
- Frédéric Lefebvre, en janvier 2010 : « Nicolas Sarkozy a un tort, c'est qu'il a raison trop tôt. »
  - Bernard Kouchner, en juillet 2008 : « Vous avez été excellent au Parlement européen ! »
  - Frédéric Mitterrand, en février 2010 : « Je lui suis reconnaissant de m'avoir nommé. Il est fort intelligent et généreux… »
  - Brice Hortefeux, en janvier 2011 : « Nicolas Sarkozy, président expérimenté et protecteur. »
  - Fadela Amara, en décembre 2010 : « Nicolas Sarkozy a osé jouer la carte de l'ouverture et de la diversité. C'est la preuve d'un vrai courage politique. »

### Gérard du père de l'enfant de Rachida Dati
- Bernard Laporte
  - José María Aznar
  - Arthur
  - Benjamin Biolay
  - Valéry Giscard d'Estaing

### Gérard du politique à qui la Vierge Marie est apparue pour lui dire «Prend ton clairon, sonne l’olifant, pense à Clovis, pense à Jeanne d’Arc, pense au grand Charles, pense à Tonton, lève-toi et guide ton peuple vers un nouvel âge d’or républicain, présente-toi à la grande élection.» Depuis, il a une Mission, il a une Destinée, son épée est de feu, son bouclier d'argent, sa chevelure parfumée flotte aux quatre vents sacrés… et il va se manger un vieux 0,4% dans la face
- Dominique de Villepin
  - Hervé Morin
  - François Bayrou
  - Nicolas Dupont-Aignan
  - Jacques Cheminade
  - Ségolène Royal

### Gérard du vieux machin fabriqué sous Mitterrand qui n'a plus aucune chance de rien mais qui s'accroche quand même, au lieu d’aller pêcher la crevette avec Jospin sur l'île de Ré
- Jack Lang
  - Laurent Fabius
  - Jean-Pierre Chevènement
  - Henri Emmanuelli
  - Bernard Kouchner

### Gérard du politique qui va enfin nous débarrasser des bamboulas, des métèques, des romanos, des chinetoques, des boucheries hallal, de la Halde, du Mrap et de Yannick Noah
- Claude Guéant
  - Éric Besson
  - Brice Hortefeux
  - Nadine Morano
  - Marine Le Pen

### Gérard de l’idée de programme griffonnée sur un coin de nappe en papier avec cinq pastis, un cassoulet, une bouteille de Côtes du Rhône et deux calvas derrière la cravate, et allez zou!
- « On aura tous une allocation à la naissance, le revenu universel » de Cécile Duflot
  - « On va revenir au franc » de Nicolas Dupont-Aignan
  - « On va mettre fin à la criminalité » de Nicolas Sarkozy
  - « On va renvoyer les immigrés chez eux » Marine Le Pen
  - « On va aller à la pêche et à la chasse » Frédéric Nihous

### Gérard du charisme
- Hervé Morin
  - François Bayrou
  - François Hollande
  - François Fillon
  - Harlem Désir

### Gérard de la femme politique, quand tu la vois, t'as pas envie de lui mettre ton bulletin dans l'urne
- Fadela Amara (ex aequo)
- Nadine Morano (ex aequo)
  - Roselyne Bachelot
  - Martine Aubry
  - Marie-George Buffet
  - Dominique Voynet

### Gérard de la minorité visible qui le sera pas restée longtemps, visible
- Ali Soumaré, le candidat PS qui ressemblait à un joueur du PSG
  - Alain Dolium, le « Barack Obama » du MoDem
  - Ilhem Moussaïd, la candidate voilée du parti de Besancenot
  - Azouz Begag, l'ex ministre des Noirs et des Arabes, qui se battait contre Hortefeux
  - Farid Smahi, l'arabe de service du FN

### Gérard de la «petite phrase» qui les suivra jusqu’à la tombe
- Nicolas Sarkozy : « Casse-toi, pauv' con ! »
  - Jacques Chirac : « Si vous ajoutez à ça le bruit et l’odeur, le travailleur français, il devient fou »
  - Ségolène Royal : « Qui va sur la muraille de Chine conquiert la bravitude »
  - Rachida Dati : « Quand je vois certains qui demandent des taux de rentabilité à 20, 25 % avec une fellation quasi nulle »
  - Valéry Giscard d'Estaing : « Au revoir »

### Gérard de la personnalité politique géographiquement contrariée
- Éric Besson, à l’extrême droite de la droite, venu de gauche
  - Manuel Valls, à droite de la droite de la gauche
  - Jean-Louis Borloo, à droite de la gauche du centre-droit
  - Jean-Luc Mélenchon, à l'extrême-droite de l'extrême-gauche
  - François Bayrou, perché au beau milieu de nulle part

### Gérard du queutard, alias Ready for the zob, alias Couilles and the gang, alias Planque ta moule, alias Le Kärcher, alias Les Femmes d'abord, alias Monté comme un âne, alias l'Anaconda, alias l'Étouffe-chrétienne, alias Galope salope, alias Le Ministre de la défonce, alias le Ravageur de rondelles, alias le Canon à neige, alias l'Extincteur, alias Crème Chantilly, alias Une Giclette pour les suffragettes, alias Billy Salami, alias l'Assommoir, alias la Queue de billard, alias l'Érection législative, alias C'est Noël mémère, alias le Flashboule, alias Fais gaffe avec tes dents, j'aime pas qu'on me raye le casque, alias Alors heureuse?
- Dominique Strauss-Kahn
  - Jacques Chirac
  - Frédéric Mitterrand
  - Nicolas Sarkozy
  - Valéry Giscard d'Estaing

### Gérard du vieux mythe périmé
- Jean Jaurès
  - Jean Moulin
  - Guy Môquet
  - Coluche
  - Le Général de Gaulle

### Gérard du truc qu'on n'a pas le droit de dire
- Carla Bruni a eu une grande aventure sentimentale, pour une nuit ou pour la vie, avec « biiip », « biiip », « biiip », mais aussi « biiip », « biiip », « biiip », « biiip », sans oublier « biiip », « biiip », « biiip », « biiip », mais encore « biiip », « biiip », « biiip », « biiip »
  - Frédéric Mitterrand est obligé d'aller jusqu'en Thaïlande pour pouvoir « biiip » avec des « biiip »
  - Isabelle et Patrick Balkany ont bâti leur fortune à coups de « biiip » et de « biiip » truqués
  - Cécile Duflot est « biiip »
  - Bertrand Delanoë aime la « biiip »

### Gérard du mec de gauche qui a trimé vingt ans pour se constituer un capital sympathie qu’il a niqué en vingt secondes en acceptant de bosser avec Sarkozy
- Bernard Kouchner
  - Martin Hirsch
  - Fadela Amara
  - Jack Lang
  - Michel Rocard

### Gérard du type qui a un nom de mafieux. Mais juste le nom, hein
- Patrick et Isabelle Balkany
  - Christian Estrosi
  - Jean Tiberi
  - Jean Noël Guérini
  - André Santini

### Gérard du socialiste musical
- George Frêche, fresh, exciting
  - Manuel Valls à mille temps
  - Benoît Hamon a Highway to Hell
  - Michel Rocarmadour
  - Annick Lepetit bonhomme en mousse

### Gérard du sarkozyste musical
- Rama Yade, oh oh oh Ramaya
  - Michèle Alliot-Marie, si tu savais, tout le mal, que l’on me fait
  - Frédéric Mitterrand rand rand, I get arand
  - Isabelle et Patrick Balkany aime les sucettes, les sucettes à l’anis
  - Édouard Balladur, dur d’être bébé

### Gérard de la femme politique 2011
- Michèle Alliot-Marie
  - Ségolène Royal
  - Nadine Morano
  - Roselyne Bachelot
  - Eva Joly
  - Rama Yade
  - Cécile Duflot

### Gérard de l’homme politique 2011
- Jean-François Copé
  - Frédéric Lefebvre
  - Claude Guéant
  - Noël Mamère
  - Bernard Kouchner
  - Arnaud Montebourg
  - Jean-Luc Mélenchon